# Список глав правительства Чехословакии
Список глав правительства Чехословакии включает лиц, занимавших пост председателя правительства Чехословакии (чеш. předseda vlády Československa, словац. predseda vlády Česko-Slovenska) с момента создания Первой Чехословацкой Республики в 1918 году до роспуска Чешской и Словацкой Федеративной Республики 31 декабря 1992 года. В периоды, когда должность президента Чехословакии была вакантной, некоторые президентские обязанности исполнялись главой правительства (что не было прямо установлено чехословацкими конституциями).
Использованная в первом столбце таблиц нумерация является условной; также условным является использование в первом столбце цветовой заливки, служащей для упрощения восприятия принадлежности лиц к различным политическим силам без необходимости обращения к столбцу, отражающему партийную принадлежность. Наряду с партийной принадлежностью, в столбце «Партия» также отражён внепартийный (независимый) статус персоналий. В таблицах в столбце «Выборы» отражены состоявшиеся выборные процедуры; в случае, если глава правительства получил полномочия без таковых, столбец не заполняется. Для удобства список разделён на принятые в историографии периоды истории страны. Приведённые в преамбулах к каждому из разделов описания этих периодов призваны пояснить особенности политической жизни.

## Первая и Вторая Чехословацкие Республики (1918—1939)

Чехословакия после 1928 года

Расчленение Чехословакии

Первая Чехословацкая Республика (чеш. první Československá republika) — первое чехословацкое государство, существовавшее с 1918 года по 1938 год. Оно состояло из Богемии, Моравии, Чешской Силезии, Словакии и Подкарпатской Руси. Революционное национальное собрание Чехословакии (чеш. Revoluční národní shromáždění, словац. Revolučné národné zhromaždenie), высший представительский и законодательный орган в период создания Чехословакии, был образован 14 ноября 1918 года на базе Национального комитета Чехо-Словакии на основе положений Временной конституции. В тот же день на первом заседании им было распущено провозглашённое в Париже временное правительство Томаша Масарика и утверждено правительство Карела Крамаржа. 21 ноября 1918 года президентом был избран находящийся в Париже Масарик, который прибыл в страну и принял полномочия 21 декабря 1918 года. После местных выборов 1919 года, принёсших победу левым силам, собрание передало власть первому правительству Властимила Тусара. Работа Революционного национального собрания закончилась после принятия Конституционной Хартии 1920 года и проведения на её основе выборов в Национальное Собрание в апреле 1920 года. C 1 декабря 1928 года Чехословакия была административно разделена на 4 самоуправляемых земли (чеш. země) — Чешскую (на территории Богемии), единую Моравско-силезскую (на территории Моравии и Чешской Силезии), Словацкую (словац. Slovenská krajina) и Подкарпатскую Русь (чеш. Země Podkarpatoruská).
После подписания 30 сентября 1938 года Мюнхенского соглашения (без участия представителей Чехословакии) Германия присоединила к себе Судетскую область, затем последовали новые территориальные потери в пользу Польши и Венгрии. Традиционно пост-мюнхенский период чехословацкой истории с 1 октября 1938 года или, в зависимости от точки зрения, с 6 октября 1938 года (даты провозглашения автономии Словакии), и до образования 15 марта 1939 года на чешских землях протектората Богемии и Моравии, именуют Второй Чехословацкой Республикой (чеш. Druhá československá republika). Единое чехословацкое государство прекратило существование после провозглашения независимости 14 марта 1939 года Словацкой Республики (словац. Slovenská republika, в исторической литературе — «Первая Словацкая Республика»), образования 15 марта 1939 года на чешских землях германского протектората Богемии и Моравии и провозглашения в тот же день независимой Карпатской Украины (укр. Карпатська Україна) на территории Подкарпатской Руси, которая 18 марта 1939 года была полностью оккупирована Венгрией.
|           | Портрет         | Имя (годы жизни)                                   | Полномочия       | Полномочия | Партия | Выборы | Кабинет       | Пр.                  |
| Начало    | Портрет         | Имя (годы жизни)                                   | Окончание        | | Партия | Выборы | Кабинет       | Пр.                  |
| --------- | --------------- | -------------------------------------------------- | ---------------- | --- | --- | --- | ------------- | -------------------- |
| 1         |                 | Карел Крамарж (1860—1937) чеш. Karel Kramář        | 14 ноября 1918   | 8 июля 1919 | Чешская государственно-правовая демократия → Чехословацкая национальная демократия в коалиции с Аграрной партией, Чехословацкой социал-демократической рабочей партией, Чешской социалистической партией, Католической национальной партией Моравии и независимыми политиками | | Крамарж       | [ 10 ] [ 11 ] [ 12 ] |
| 2 (I—II)  |                 | Властимил Тусар (1880—1924) чеш. Vlastimil Tusar   | 8 июля 1919      | 25 мая 1920 | Чехословацкая социал-демократическая рабочая партия в коалиции с Республиканской партией чехословацкого села, Чехословацкой социалистической партией и независимыми политиками                                                                                                | Тусар—I | [ 13 ] [ 14 ] |                      |
| 2 (I—II)  | 25 мая 1920     | Властимил Тусар (1880—1924) чеш. Vlastimil Tusar   | 16 сентября 1920 | 1920 | Чехословацкая социал-демократическая рабочая партия в коалиции с Республиканской партией чехословацкого села, Чехословацкой социалистической партией и независимыми политиками                                                                                                | Тусар—II | [ 13 ] [ 14 ] |                      |
| 3 (I)     |                 | Ян Чёрный (1874—1959) чеш. Jan Černý               | 16 сентября 1920 | 1920 | 27 сентября 1921 | независимый | Черный—I      | [ 15 ]               |
| 4         |                 | Эдвард Бенеш (1884—1948) чеш. Edvard Beneš         | 27 сентября 1921 | 1920 | 7 октября 1922 | независимый в коалиции с Чехословацкой социалистической партией, Чехословацкой народной партией, Республиканской партией чехословацкого села, Чехословацкой социал-демократической рабочей партией, Чехословацкой национальной демократией и независимыми политиками | Бенеш         | [ 16 ] [ 17 ] [ 18 ] |
| 5 (I—II)  |                 | Антонин Швегла (1873—1933) чеш. Antonín Švehla     | 7 октября 1922   | 1920 | 9 декабря 1925 | Республиканская партия земледельческого и мелкокрестьянского населения в коалиции с Чехословацкой социалистической партией, Чехословацкой социал-демократической рабочей партией, Чехословацкой народной партией, Чехословацкой национальной демократией и независимым политиком | Швегла—I      | [ 19 ] [ 20 ]        |
| 5 (I—II)  | 9 декабря 1925  | Антонин Швегла (1873—1933) чеш. Antonín Švehla     | 19 марта 1926    | Республиканская партия земледельческого и мелкокрестьянского населения в коалиции с Чехословацкой социалистической партией, Чехословацкой социал-демократической рабочей партией, Чехословацкой народной партией, Чехословацкой национальной демократией, Чехословацкой торгово-коммерческой партией среднего класса и независимыми политиками | 1925 | Швегла—II |               | [ 19 ] [ 20 ]        |
| 3 (II)    |                 | Ян Чёрный (1874—1959) чеш. Jan Černý               | 19 марта 1926    | 13 октября 1926 | 1925 | независимый | Черный—II     | [ 15 ]               |
| 5 (III)   |                 | Антонин Швегла (1873—1933) чеш. Antonín Švehla     | 13 октября 1926  | 1 февраля 1929 | 1925 | Республиканская партия земледельческого и мелкокрестьянского населения в коалиции с Чехословацкой национальной демократией, Чехословацкой народной партией, Глинковой словацкой народной партией, Немецким союзом земледельцев и сельских рабочих, Немецкой христианско-социальной народной партией, Чехословацкой торгово-коммерческой партией среднего класса и независимыми политиками                       | Швегла—III    | [ 19 ] [ 20 ]        |
| 6 (I—II)  |                 | Франтишек Удржал (1866—1938) чеш. František Udržal | 1 февраля 1929   | 7 декабря 1929 | 1925 | Республиканская партия земледельческого и мелкокрестьянского населения в коалиции с Чехословацкой национальной демократией, Чехословацкой народной партией, Глинковой словацкой народной партией, Немецким союзом земледельцев и сельских рабочих, Немецкой христианско-социальной народной партией, Чехословацкой торгово-коммерческой партией среднего класса и независимыми политиками                       | Удржал-I      | [ 21 ] [ 22 ]        |
| 6 (I—II)  | 7 декабря 1929  | Франтишек Удржал (1866—1938) чеш. František Udržal | 30 октября 1932  | Республиканская партия земледельческого и мелкокрестьянского населения в коалиции с Чехословацкой национальной демократией, Чехословацкой национально-социалистической партией, Чехословацкой социал-демократической рабочей партией, Чехословацкой народной партией, Немецкой социал-демократической рабочей партией в Чехословакии, Немецким союзом земледельцев и сельских рабочих, Чехословацкой торгово-коммерческой партией среднего класса и независимыми политиками                                      | 1929 | Удржал—II |               | [ 21 ] [ 22 ]        |
| 7 (I—III) |                 | Ян Малипетр (1873—1947) чеш. Jan Malypetr          | 30 октября 1932  | 14 февраля 1934 | 1929 | Республиканская партия земледельческого и мелкокрестьянского населения в коалиции с Чехословацкой национальной демократией, Чехословацкой национально-социалистической партией, Чехословацкой социал-демократической рабочей партией, Чехословацкой народной партией, Немецкой социал-демократической рабочей партией в Чехословакии, Немецким союзом земледельцев и сельских рабочих и независимыми политиками | Малипетр—I    | [ 23 ]               |
| 7 (I—III) | 14 февраля 1934 | Ян Малипетр (1873—1947) чеш. Jan Malypetr          | 4 июня 1935      | Республиканская партия земледельческого и мелкокрестьянского населения в коалиции с Чехословацкой национально-социалистической партией, Чехословацкой социал-демократической рабочей партией, Чехословацкой народной партией, Немецкой социал-демократической рабочей партией в Чехословакии, Немецким союзом земледельцев и сельских рабочих и независимыми политиками | 1929 | Малипетр—II |               | [ 23 ]               |
| 7 (I—III) | 4 июня 1935     | Ян Малипетр (1873—1947) чеш. Jan Malypetr          | 5 ноября 1935    | Республиканская партия земледельческого и мелкокрестьянского населения в коалиции с Чехословацкой национально-социалистической партией, Чехословацкой социал-демократической рабочей партией, Чехословацкой народной партией, Немецкой социал-демократической рабочей партией в Чехословакии, Немецким союзом земледельцев и сельских рабочих, Чехословацкой торгово-коммерческой партией среднего класса и независимыми политиками                                                                              | 1935 | Малипетр-III |               | [ 23 ]               |
| 8 (I—III) |                 | Милан Годжа (1878—1944) словац. Milan Hodža        | 5 ноября 1935    | Республиканская партия земледельческого и мелкокрестьянского населения в коалиции с Чехословацкой национально-социалистической партией, Чехословацкой социал-демократической рабочей партией, Чехословацкой народной партией, Немецкой социал-демократической рабочей партией в Чехословакии, Немецким союзом земледельцев и сельских рабочих, Чехословацкой торгово-коммерческой партией среднего класса и независимыми политиками                                                                              | 1935 | 18 декабря 1935 | Годжа—I       | [ 24 ] [ 25 ] [ 26 ] |
| 8 (I—III) | 18 декабря 1935 | Милан Годжа (1878—1944) словац. Milan Hodža        | 21 июля 1937     | Республиканская партия земледельческого и мелкокрестьянского населения в коалиции с Чехословацкой национально-социалистической партией, Чехословацкой социал-демократической рабочей партией, Чехословацкой народной партией, Немецкой социал-демократической рабочей партией в Чехословакии, Немецким союзом земледельцев и сельских рабочих, Немецкой христианско-социальной народной партией, Чехословацкой торгово-коммерческой партией среднего класса и независимыми политиками                            | 1935 | Годжа—II |               | [ 24 ] [ 25 ] [ 26 ] |
| 8 (I—III) | 21 июля 1937    | Милан Годжа (1878—1944) словац. Milan Hodža        | 22 сентября 1938 | Республиканская партия земледельческого и мелкокрестьянского населения в коалиции с Чехословацкой национально-социалистической партией, Чехословацкой социал-демократической рабочей партией, Чехословацкой народной партией, Чехословацкой торгово-коммерческой партией среднего класса, Национальным объединением, Немецкой социал-демократической рабочей партией в Чехословакии, Немецким союзом земледельцев и сельских рабочих, Немецкой христианско-социальной народной партией и независимыми политиками | 1935 | Годжа—III |               | [ 24 ] [ 25 ] [ 26 ] |
| 9 (I—II)  |                 | Ян Сыровый (1888—1970) чеш. Jan Syrový             | 22 сентября 1938 | 14 октября 1938 | 1935 | независимый | Сыровы—I      | [ 27 ] [ 28 ]        |
| 9 (I—II)  | 14 октября 1938 | Ян Сыровый (1888—1970) чеш. Jan Syrový             | 1 декабря 1938   | Сыровы—II | 1935 | независимый |               | [ 27 ] [ 28 ]        |
| 10        |                 | Рудольф Беран (1887—1954) чеш. Rudolf Beran        | 1 декабря 1938   | 15 марта 1939 | 1935 | Партия национального единства | Беран         | [ 29 ]               |

## Правительство в изгнании (1939—1945)
17 октября 1939 года организованное в Париже Яном Шрамеком совещание объявило о создании Чехословацкого национального комитета во главе с президентом в изгнании Эдвардом Бенешем и временным вице-президентом Яном Шрамеком. Национальный комитет был признан правительствами Великобритании и Франции в качестве представителя чехословацкого народа. В 1940 году под угрозой германской оккупации Франции, Национальный комитет переместился в Лондон. 9 июля 1940 года Эдвард Бенеш сообщил о преобразовании Национального комитета в систему временного государственного управления, включающего президента, правительство и государственный совет. 21 июля 1940 года был создан Национальный комитет освобождения Чехословакии (чеш. Národní výbor pro osvobození Československa), или Временное государственное учреждение Чехословакии (чеш. Prozatímní státní zřízení československé) — чехословацкое правительство в изгнании, которое возглавил Ян Шрамек, первоначально получившее дипломатическое признание Великобритании, а в дальнейшем и других стран-союзниц, включая СССР (через посольство СССР при Союзных правительствах в Лондоне). Его целью было отмена признания законности Мюнхенского соглашения и последующей немецкой оккупации Чехословакии и её восстановление в границах 1937 года. 5 апреля 1945 года в Кошице представителями Национального фронта чехов и словаков, чешского и словацкого национальных собраний и правительства в изгнании была одобрена правительственная программа («Национальная и демократическая революционная программа»), которая в том числе подтвердила провозглашённые накануне полномочия Национального фронта чехов и словаков как временного правительства Чехословакии.
|          | Портрет        | Имя (годы жизни)                                | Полномочия    | Полномочия     | Партия | Кабинет  | Пр.                  |
| Начало   | Портрет        | Имя (годы жизни)                                | Окончание     |                | Партия | Кабинет  | Пр.                  |
| -------- | -------------- | ----------------------------------------------- | ------------- | -------------- | --- | -------- | -------------------- |
| А (I—II) |                | монсеньор Ян Шрамек (1870—1956) чеш. Jan Šrámek | 21 июля 1940  | 12 ноября 1942 | Чехословацкая народная партия в коалиции с Национальной партией труда, Чехословацкой национально-социалистической партией, Республиканской партией земледельческого и мелкокрестьянского населения и независимыми политиками | Шрамек—I | [ 33 ] [ 34 ] [ 35 ] |
| А (I—II) | 12 ноября 1942 | монсеньор Ян Шрамек (1870—1956) чеш. Jan Šrámek | 5 апреля 1945 | Шрамек—II      | Чехословацкая народная партия в коалиции с Национальной партией труда, Чехословацкой национально-социалистической партией, Республиканской партией земледельческого и мелкокрестьянского населения и независимыми политиками |          | [ 33 ] [ 34 ] [ 35 ] |

## Чехословацкая Республика (1945—1960)

Герб ЧСР

В марте 1945 года в Москве представителями чехословацкого правительства в изгнании и коммунистами был подписан договор о создании Национального фронта чехов и словаков (чеш. Národní fronta Čechů a Slováků, словац. Národný front Čechov a Slovákov) — объединения всех антифашистских и патриотических политических партий Чехословакии. Являвшийся президентом в изгнании Эдвард Бенеш вернулся на освобождённую территорию, в Кошице (Словакия) 2 апреля 1945 года. Первое правительство Национального фронта, действовавшее на освобождённой территории, было назначено в 5 апреля 1945 года в Кошице. Его программа была обязательна для исполнения всеми партиями Национального фронта. 9 мая 1945 года была принята конституция, закрепившая народно-демократические преобразования в стране. 11 мая 1945 года правительство было переведено в Прагу, сам президент прибыл в неё 16 мая 1945 года. В результате выборов 1946 года было сформировано новое правительство Национального фронта во главе с руководителем одержавших победу коммунистов Клементом Готвальдом. 20 февраля 1948 года представители трёх партий в правительстве Готвальда подали в отставку, после чего коммунисты обвинили их в нарушении принципов деятельности Национального фронта и призвали к его изменению на основе включения в состав фронта массовых общественных организаций (например, руководимых ими профсоюзов). В результате февральских событий Национальный фронт из коалиции политических партий трансформировался в общественно-политическое объединение под контролем коммунистов (остальные партии признали их руководящую роль), вобрав в себя многочисленные общественные организации. Краткий период от 1945 до 1948 года в историографии принято называть Третьей Чехословацкой Республикой (чеш. Třetí republika). В мае 1948 года Бенеш отказался подписать новую конституцию страны, разработанную коммунистами, а 7 июня 1948 года подал в отставку. 14 июня 1948 года Национальная ассамблея избрала президентом республики Готвальда.
|           | Портрет         | Имя (годы жизни) | Полномочия    | Полномочия                                                                          | Партия | Выборы     | Кабинет                | Пр.                  |
| Начало    | Портрет         | Имя (годы жизни) | Окончание     |                                                                                     | Партия | Выборы     | Кабинет                | Пр.                  |
| --------- | --------------- | --- | ------------- | ----------------------------------------------------------------------------------- | --- | ---------- | ---------------------- | -------------------- |
| 11 (I—II) |                 | Зденек Фирлингер (1891—1976) чеш. Zdeněk Fierlinger крещ. Зденко Йиндржих Эуген Мариа Фирлингер чеш. Zdenko Jindřich Eugen Maria Fierlinger | 5 апреля 1945 | 6 ноября 1945                                                                       | Чехословацкие социал-демократы в составе Национального фронта чехов и словаков: в правительство входили представители Демократической партии, Коммунистической партии Чехословакии, Коммунистической партии Словакии, Чехословацкой национально-социалистической партии, Чехословацкой народной партии  |            | Фирлингер—I            | [ 38 ] [ 39 ]        |
| 11 (I—II) | 6 ноября 1945   | Зденек Фирлингер (1891—1976) чеш. Zdeněk Fierlinger крещ. Зденко Йиндржих Эуген Мариа Фирлингер чеш. Zdenko Jindřich Eugen Maria Fierlinger | 2 июля 1946   | Фирлингер—II                                                                        | Чехословацкие социал-демократы в составе Национального фронта чехов и словаков: в правительство входили представители Демократической партии, Коммунистической партии Чехословакии, Коммунистической партии Словакии, Чехословацкой национально-социалистической партии, Чехословацкой народной партии  |            |                        | [ 38 ] [ 39 ]        |
| 12 (I—II) |                 | Клемент Готвальд (1896—1953) чеш. Klement Gottwald                                                                                          | 2 июля 1946   | 25 февраля 1948                                                                     | Коммунистическая партия Чехословакии в составе Национального фронта чехов и словаков: в правительство входили представители Демократической партии, Чехословацких социал-демократов, Коммунистической партии Словакии, Чехословацкой национально-социалистической партии, Чехословацкой народной партии | 1946       | Готвальд—I             | [ 40 ] [ 41 ] [ 42 ] |
| 12 (I—II) | 25 февраля 1948 | Клемент Готвальд (1896—1953) чеш. Klement Gottwald                                                                                          | 15 июня 1948  | Коммунистическая партия Чехословакии во главе Национального фронта чехов и словаков | Готвальд—II | 1946       |                        | [ 40 ] [ 41 ] [ 42 ] |
| 13        |                 | Антонин Запотоцкий (1884—1957) чеш. Antonín Zápotocký                                                                                       | 15 июня 1948  | Коммунистическая партия Чехословакии во главе Национального фронта чехов и словаков | 21 марта 1953 | 1948       | Запотоцкий / Широкий—I | [ 43 ] [ 44 ] [ 45 ] |
| 14 (I—II) |                 | Вильям Широкий (1902—1971) словац. Viliam Široký                                                                                            | 21 марта 1953 | Коммунистическая партия Чехословакии во главе Национального фронта чехов и словаков | 12 декабря 1954 | 1948       | Запотоцкий / Широкий—I | [ 46 ] [ 47 ]        |
| 14 (I—II) | 12 декабря 1954 | Вильям Широкий (1902—1971) словац. Viliam Široký                                                                                            | 11 июля 1960  | Коммунистическая партия Чехословакии во главе Национального фронта чехов и словаков | 1954 | Широкий—II |                        | [ 46 ] [ 47 ]        |

## Чехословацкая Социалистическая Республика (1960—1990)
11 июля 1960 года была принята конституция, провозгласившая победу социализма и изменившая название страны на «Чехословацкая Социалистическая Республика» (чеш. Československá socialistická republika), а также закрепившая руководящую роль Национального фронта в общественно-политической жизни страны.
С января по август 1968 года в стране под руководством первого секретаря ЦК КПЧ Александра Дубчека были начаты реформы, направленные на расширение прав и свобод и децентрализацию власти, получившие название «Пражская весна» (чеш. Pražské jaro, словац. Pražská jar), прерванные вводом войск Организации Варшавского договора.
1 января 1969 года Чехословацкая Социалистическая Республика стала федерацией двух равноправных государств — Чешской Социалистической Республики (чеш. Česká socialistická republika) и Словацкой Социалистической Республики (словац. Slovenská socialistická republika).
|            | Портрет          | Имя (годы жизни)                                   | Полномочия       | Полномочия       | Партия | Выборы          | Кабинет     | Пр.                  |
| Начало     | Портрет          | Имя (годы жизни)                                   | Окончание        |                  | Партия | Выборы          | Кабинет     | Пр.                  |
| ---------- | ---------------- | -------------------------------------------------- | ---------------- | ---------------- | --- | --------------- | ----------- | -------------------- |
| 14 (III)   |                  | Вильям Широкий (1902—1971) словац. Viliam Široký   | 11 июля 1960     | 20 сентября 1963 | Коммунистическая партия Чехословакии во главе Национального фронта чехов и словаков                                                                                  | 1960            | Широкий—III | [ 46 ] [ 47 ]        |
| 15         |                  | Йозеф Ленарт (1923—2004) словац. Jozef Lenárt      | 20 сентября 1963 | 8 апреля 1968    | Коммунистическая партия Чехословакии во главе Национального фронта чехов и словаков                                                                                  | 1960            | Ленарт      | [ 50 ] [ 51 ] [ 52 ] |
| 15         | 1964             | Йозеф Ленарт (1923—2004) словац. Jozef Lenárt      | 20 сентября 1963 | 8 апреля 1968    | Коммунистическая партия Чехословакии во главе Национального фронта чехов и словаков                                                                                  |                 | Ленарт      | [ 50 ] [ 51 ] [ 52 ] |
| 16 (I—III) |                  | Олдржих Черник (1921—1994) чеш. Oldřich Černík     | 8 апреля 1968    | 31 декабря 1968  | Коммунистическая партия Чехословакии во главе Национального фронта чехов и словаков                                                                                  | 1968            | Черник—I    | [ 53 ] [ 54 ]        |
| 16 (I—III) | 31 декабря 1968  | Олдржих Черник (1921—1994) чеш. Oldřich Černík     | 27 сентября 1969 | Черник—II        | Коммунистическая партия Чехословакии во главе Национального фронта чехов и словаков                                                                                  | 1968            |             | [ 53 ] [ 54 ]        |
| 16 (I—III) | 27 сентября 1969 | Олдржих Черник (1921—1994) чеш. Oldřich Černík     | 28 января 1970   | Черник—III       | Коммунистическая партия Чехословакии во главе Национального фронта чехов и словаков                                                                                  | 1968            |             | [ 53 ] [ 54 ]        |
| 17 (I—VI)  |                  | Любомир Штроугал (1924—2023) чеш. Lubomír Štrougal | 28 января 1970   | 9 декабря 1971   | Коммунистическая партия Чехословакии во главе Национального фронта чехов и словаков                                                                                  | 1968            | Штроугал—I  | [ 55 ] [ 56 ]        |
| 17 (I—VI)  | 9 декабря 1971   | Любомир Штроугал (1924—2023) чеш. Lubomír Štrougal | 11 ноября 1976   | 1971             | Коммунистическая партия Чехословакии во главе Национального фронта чехов и словаков                                                                                  | Штроугал—II     |             | [ 55 ] [ 56 ]        |
| 17 (I—VI)  | 11 ноября 1976   | Любомир Штроугал (1924—2023) чеш. Lubomír Štrougal | 17 июня 1981     | 1976             | Коммунистическая партия Чехословакии во главе Национального фронта чехов и словаков                                                                                  | Штроугал—III    |             | [ 55 ] [ 56 ]        |
| 17 (I—VI)  | 17 июня 1981     | Любомир Штроугал (1924—2023) чеш. Lubomír Štrougal | 16 июня 1986     | 1981             | Коммунистическая партия Чехословакии во главе Национального фронта чехов и словаков                                                                                  | Штроугал—IV     |             | [ 55 ] [ 56 ]        |
| 17 (I—VI)  | 16 июня 1986     | Любомир Штроугал (1924—2023) чеш. Lubomír Štrougal | 20 апреля 1988   | 1986             | Коммунистическая партия Чехословакии во главе Национального фронта чехов и словаков                                                                                  | Штроугал—V      |             | [ 55 ] [ 56 ]        |
| 17 (I—VI)  | 20 апреля 1988   | Любомир Штроугал (1924—2023) чеш. Lubomír Štrougal | 11 октября 1988  | 1986             | Коммунистическая партия Чехословакии во главе Национального фронта чехов и словаков                                                                                  | Штроугал—VI     |             | [ 55 ] [ 56 ]        |
| 18         |                  | Ладислав Адамец (1926—2007) чеш. Ladislav Adamec   | 11 октября 1988  | 1986             | Коммунистическая партия Чехословакии во главе Национального фронта чехов и словаков                                                                                  | 7 декабря 1989  | Адамец      | [ 57 ]               |
| 19 (I—II)  |                  | Мариан Чалфа (1946—) словац. Marián Čalfa          | 7 декабря 1989   | 1986             | Коммунистическая партия Чехословакии во главе Национального фронта чехов и словаков                                                                                  | 10 декабря 1989 | Чалфа—I     | [ 58 ]               |
| 19 (I—II)  | 10 декабря 1989  | Мариан Чалфа (1946—) словац. Marián Čalfa          | 29 марта 1990    | 1986             | Коммунистическая партия Чехословакии в составе коалиционного правительства национального согласия, в котором коммунисты и оппозиция имели одинаковое количество мест | Чалфа—II        |             | [ 58 ]               |
|            | 10 декабря 1989  | Мариан Чалфа (1946—) словац. Marián Čalfa          | 29 марта 1990    | 1986             | Общественность против насилия в составе коалиционного правительства национального согласия                                                                           | Чалфа—II        |             | [ 58 ]               |

## Чешская и Словацкая Федеративная Республика (1990—1992)

Герб ЧСФР

В соответствии с Конституционным законом Чехословацкой Социалистической Республики č. 81/1990 Sb. от 29 марта 1990 года, наименование государства было заменено на Чехословацкая Федеративная Республика (чеш. Československá federativní republika, словац. Česko-slovenská federatívna republika). Вскоре, 20 апреля 1990 года, был принят Конституционный закон č. 101/1990 Sb., в соответствии с которым новым наименованием страны стало Чешская и Словацкая Федеративная Республика (чеш. Česká a Slovenská Federativní Republika, словац. Česká a Slovenská Federatívna Republika).
В сентябре 1992 года был проведён опрос населения Чехословакии об отношении к разделу страны. В Словакии «за» разделение страны было 37 %, «против» — 63 %, в Чехии «за» — 36 %, «против» — 64 %. Тем не менее, 17 июля 1992 года Словацкий национальный совет принял «Декларацию о независимости словацкой нации», после чего 20 июля чехословацкий президент Вацлав Гавел, выступающий против разделения, ушёл в отставку. 25 ноября Федеральное собрание приняло закон о разделении страны с 1 января 1993 года. 16 декабря 1992 года Чешский национальный совет утвердил Конституцию Чешской Республики (ранее в Чехии федеральная конституция имела прямое действие). 1 января 1993 года ЧСФР была распущена, Чешская и Словацкая республики стали независимыми государствами.
|             | Портрет      | Имя (годы жизни)                          | Полномочия    | Полномочия | Партия | Выборы    | Кабинет    | Пр.    |
| Начало      | Портрет      | Имя (годы жизни)                          | Окончание     | | Партия | Выборы    | Кабинет    | Пр.    |
| ----------- | ------------ | ----------------------------------------- | ------------- | --- | --- | --------- | ---------- | ------ |
| 19 (II—III) |              | Мариан Чалфа (1946—) словац. Marián Čalfa | 29 марта 1990 | 27 июня 1990 | «Общественность против насилия» в составе коалиционного правительства национального согласия                                                                 | (1986)    | (Чалфа—II) | [ 58 ] |
| 19 (II—III) | 27 июня 1990 | Мариан Чалфа (1946—) словац. Marián Čalfa | 2 июля 1992   | «Общественность против насилия» в коалиции с Гражданским движением, Христианско-демократическим движением, Гражданским демократическим альянсом, Гражданской демократической партией, Коммунистической партией Чехословакии (до октября 1990 года) и независимыми политиками | 1990 | Чалфа—III |            | [ 58 ] |
| 20          |              | Ян Страский (1940—2019) чеш. Jan Stráský  | 2 июля 1992   | 31 декабря 1992 | Гражданская демократическая партия в коалиции с Движением за демократическую Словакию и Христианско-демократическим союзом — Чехословацкой народной партией. | 1992      | Страский   | [ 62 ] |